# Barbie Ferreira
Barbara Linhares Ferreira (New York, 14 dicembre 1996) è un'attrice e modella statunitense di origini brasiliane.

## Biografia
Ferreira è nata nel quartiere newyorkese del Queens ed è stata cresciuta dalla madre, dalla zia e dalla nonna materne. Da piccola si è trasferita a Maywood, in New Jersey, e ha conseguito gli studi presso la Hackensack High School di Hackensack.
Ha debuttato in televisione apparendo nella serie Divorce nel 2018.
L'anno successivo è salita alla ribalta grazie al ruolo dell'adolescente Kat Hernandez nell'acclamata serie televisiva prodotta da HBO Euphoria.

## Filmografia

### Cinema
- Unpregnant, regia di Rachel Goldenberg (2020)
- Nope, regia di Jordan Peele (2022)
- House of Spoils - Il sapore del male (House of Spoils), regia di Bridget Savage Cole e Danielle Krudy (2024)

### Televisione
- Divorce – serie TV, 2 episodi (2018)
- Euphoria – serie TV, 16 episodi (2019-2022)
- Afterparty – serie TV, episodio 1x07 (2022)

## Doppiatrici italiane
Nelle versioni in italiano delle opere in cui ha recitato, Barbie Ferreira è stata doppiata da:
- Eva Padoan in Euphoria, House of Spoils